# Anthony Tolliver
Anthony Lamar Tolliver (ur. 1 czerwca 1985 w Springfield) – amerykański koszykarz występujący na pozycji skrzydłowego.
24 grudnia 2014 został oddany w wymianie przez Phoenix Suns do Detroit Pistons w zamian za Tony'ego Mitchella.
9 lipca 2016 podpisał umowę z Sacramento Kings. 1 czerwca 2017 został zwolniony przez klub. 14 lipca 2017 zawarł kontrakt z Detroit Pistons.
7 lipca 2018 został po raz drugi w karierze zawodnikiem Minnesoty Timberwolves.
3 lipca 2019 dołączył po raz drugi w karierze do Portland Trail Blazers.
21 stycznia 2020 trafił w wyniku wymiany do Sacramento Kings. 29 lutego opuścił klub. 2 marca 2020 podpisał 10-dniową umowę z Memphis Grizzlies.
12 kwietnia 2021 zawarł 10-dniowy kontrakt z Philadelphia 76ers. Dziesięć dni później podpisał kolejną, identyczną umowę z klubem. 2 maja przedłużył umowę z klubem do końca sezonu. 27 sierpnia 2021 opuścił klub. 26 grudnia 2021 podpisał 10-dniowy kontrakt z New Orleans Pelicans. Ze względu nba pozytywny wynik testu na COVID-19 jego umowa została anulowana.

## Osiągnięcia
Stan na 3 lutego 2022, na podstawie, o ile nie zaznaczono inaczej.
NCAA
- Uczestnik turnieju NCAA (2005, 2007)
- Mistrz turnieju konferencji Missouri Valley (MVC – 2005, 2007)
- Wybrany do:
  - I składu:
    - konferencji MVC (2007)
    - turnieju:
      - MVC (2007)
      - Portsmouth Invitational (2007)[16]

    - All-MVC Scholar-Athlete (2007)[17]

  - składu All-MVC Most Improved (2006)
  - II składu MVC (2006)

D–League
- Uczestnik NBA meczu gwiazd D-League (2010)[18]
- Zawodnik tygodnia ligi (7.12.2009)

NBA
- Lider play-off w skuteczności rzutów za 3 punkty (2013)[19]